# Panasonic AG-HVX200
Panasonic AG HVX200 je HD videokamera s pevným objektivem, která byla uvedena na trh v prosinci 2005 pro NTSC a dubnu 2006 pro PAL za cenu okolo 6000 dolarů. Díky kartám DVCPRO P2 umožňuje 4× vyšší bitrate než u formátu DV (až 100 Mbit/s) a natáčení ve vyšších fps. HVX200 je oblíbená u nezávislých filmařů.[zdroj?]
K zachycení obrazu tato 3CCD kamera používá tři půlmegapixelové, třetinu palce veliké CCD prvky s rozlišením 960×540 pixelů a progresívním skenováním. HD rozlišení je rozlišeno pomocí tzv. pixel shiftingu, kdy CCD prvek zachytávající zelenou část obrazu je fyzicky posunut o polovinu pixelu v obou osách, aby bylo dosaženo o polovinu většího rozlišení v obou rozměrech. Interně používá kamera rozlišení 1920×1080.
Obraz je zaznamenáván v 960×720 pro režim 720P a 1280×1080 pro režim 1080i v zemích používajících normu NTSC; v zemích, které používají normu PAL je zaznamenáván v rozlišení 1440×1080. Senzory umožňují proměnné snímání od 2 půlsnímků za sekundu až do 60 (u NTSC) nebo 50 (u PAL) a vždy snímají progresivně. Obrázek je čipem snímán vždy v 1920×1080 - pro záznam je downsamplován do odpovídajícího rozlišení dané formátem nebo televizní normou:
- 720×480 (NTSC SD)
- 720x576 (PAL SD)
- 960×720 (720p)
- 1280x1080 (US/NTSC 1080i/p HD)
- 1440x1080 (EU/PAL 1080i/p HD)